# Miguel de Benavides
Pour les articles homonymes, voir Benavides.
Miguel de Benavides, né en 1552 à Carrión de los Condes (Espagne) et décédé le 26 juillet 1605 à Manille est un prêtre dominicain espagnol missionnaire, sinologue et évêque. Il est aussi le fondateur de l'Université de Santo Tomas de Manille.

## Biographie
Entré chez les dominicains à Valladolid en Espagne, il est ordonné prêtre en 1568 et d'abord nommé professeur au Collège San Gregorio fondé par son ordre. Se sentant appelé aux missions lointaines il est finalement choisi pour faire partie du premier groupe de dominicains se rendant aux Philippines. Il arrive à Manille en 1587. Des Philippines, il est envoyé en Chine, un pays où il ne resta que peu de temps, expulsé avec les autres missionnaires par les autorités locales presque immédiatement après son arrivée. De retour aux Philippines, il ne perd pas son intérêt pour le monde chinois et continue son investissement sur la langue se rapprochant par la même occasion des Chinois vivant à Manille. En vue de mieux les évangéliser, il participe à la construction d'un hôpital leur étant réservé. Désireux toujours mieux les servir, comme évêque, il participera à la traduction et financera la publication en chinois De doctrina Christiana d'Augustin. Par ailleurs, il partage le même soucis que Domingo de Salazar, premier évêque de Manille, de défendre les Philippins indigènes contre les abus des colons espagnols.
En 1597, alors qu'il se trouve à Mexico, il est choisi pour devenir évêque du diocèse de Nueva Segovia situé sur l'île de Luçon. Il n'arrivera dans son diocèse qu'en 1599. Trois ans après, il est nommé archevêque de Manille. Durant son court épiscopat, il encourage la mission auprès des Japonais vivant aux Philippines. Il finance aussi la fondation de l'Université de Santo Tomas.